# Unair talstelsel
Het unaire talstelsel is een talstelsel met grondtal 1. Het betreft slechts een eenvoudige manier van tellen door voor elk nieuw geteld object een streepje (of een ander symbool) neer te schrijven.
In het unaire taltelsel wordt het getal {\displaystyle N} voortgesteld door {\displaystyle N} herhalingen van het cijfer 1:
{\displaystyle N=\underbrace {11\ldots 1} _{N{\text{ keer}}}}

## Turven

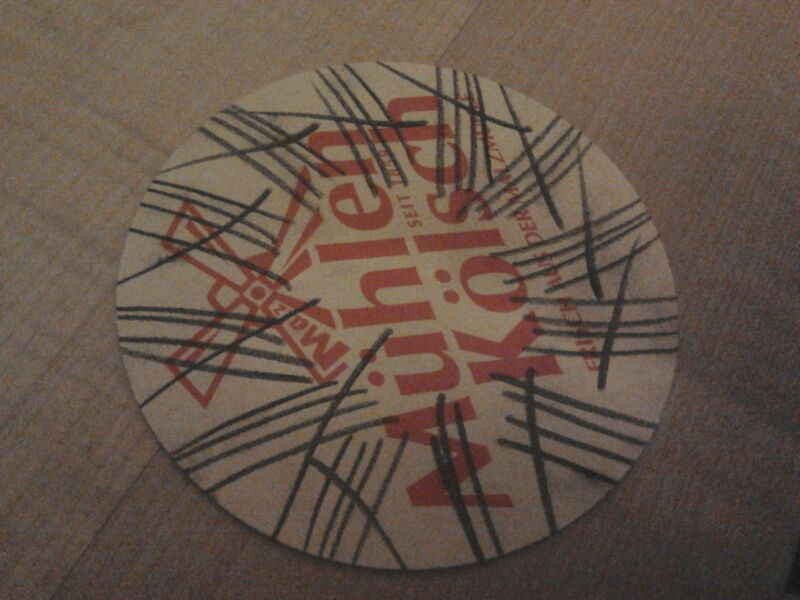
Bierviltje met getelde consumpties

In de praktijk is het bij grote getallen al gauw onoverzichtelijk en neemt men zijn toevlucht tot het clusteren van specifieke aantallen zoals vijftallen bij turven.
Het unaire talstelsel is vooral geschikt voor het bijhouden van relatief kleine getallen, zoals het tellen van aantallen consumpties.